# Harpactes
Harpactes és un gènere d'ocells de la família dels trogònids (Trogonidae). Aquests trogons habiten a la selva de la zona indomalaia.

## Taxonomia
Les espècies del gènere Apalharpactes eren incloses al gènere Harpactes. Segons la classificació del Congrés Ornitològic Internacional (versió 2.5, 2010) aquest gènere conté deu espècies:
- trogon canyella (Harpactes orrhophaeus).[3]
- trogon cap-roig (Harpactes erythrocephalus).[4]
- trogon de carpó escarlata (Harpactes duvaucelii).
- trogon de clatell roig (Harpactes kasumba).
- trogon de Diard (Harpactes diardii).
- trogon de les Filipines (Harpactes ardens).
- trogon de Malabar (Harpactes fasciatus).
- trogon de pit taronja (Harpactes oreskios).
- trogon de Ward (Harpactes wardi).
- trogon de Whitehead (Harpactes whiteheadi).